# Nowy Żytnik
Nowy Żytnik (niem. Neue Mühle) – osada w Polsce położona w województwie zachodniopomorskim, w powiecie sławieńskim, w gminie Malechowo nad Grabową przy drodze wojewódzkiej nr 205.
W latach 1975–1998 wieś położona była w województwie koszalińskim.